# Hieracium capnostylum
Hieracium capnostylum es una especie de planta con flor del género Hieracium, de la familia Asteraceae, orden Asterales.

## Distribución
Hieracium capnostylum se distribuye por Noruega.

## Taxonomía
Fue descrita científicamente por Dahlst. & Elfstr. ex Dahlst. Fue publicada en Act. Hort. Berg. 2(4): 61, 63; Et Hier. Alp. Mittl. Skand. 38.